# Boudlerbach
Boudlerbach, (en luxembourgeois : Buddelerbaach ), est un lieu-dit de la commune luxembourgeoise de Biwer.